# Collégiale Notre-Dame-de-l'Assomption de Tende
La collégiale Notre-Dame-de-l'Assomption de Tende est une ancienne collégiale située à Tende, en France, ancienne cathédrale, elle en porte encore canoniquement le titre honorifique.

## Localisation
La collégiale est située dans le département français des Alpes-Maritimes, sur la commune de Tende.

## Historique
La collégiale date du XIIe siècle.
L'édifice est classé au titre des monuments historiques le 3 mars 1949.